# Immigration bretonne à Trélazé
L'immigration bretonne à Trélazé, commune limitrophe d'Angers en Maine-et-Loire, est un phénomène de migration économique interne à la France entre la seconde moitié du XIXe siècle et le début du XXe siècle. Elle est motivée par les besoins de main d’œuvre dans les ardoisières et facilitée par les voies de communication entre la Bretagne et Angers. Les Bretons représentent jusqu'à 50 % de la population de Trélazé en 1908.

## Contexte
À partir de 1860 plusieurs facteurs sociaux-économiques conduisent au recours massif à la main d’œuvre bretonne pour travailler dans les ardoisières de Trélazé.
La Bretagne connait en cette seconde moitié du XIXe siècle un exode massif de sa population à la recherche de travail et de meilleures conditions de vie,. A Trélazé le durcissement des rapports sociaux et des revendications des ouvriers ainsi que la raréfaction de la main d’œuvre et la croissance de la demande en ardoise poussent les patrons des ardoisières à recruter ailleurs. La main d’œuvre bretonne, bon marché et plus docile, est une opportunité, d'autant que la coutume voulant que les carriers trélazéens cooptent les nouvelles recrues (souvent leur fils) n'a plus court depuis 1823 et que depuis 1855 les régisseurs des ardoisières sont les recruteurs exclusifs.

## L'appel des ardoisières
La première campagne de recrutement de 1860 se tourne principalement vers les ruraux d'Ille-et-Vilaine et des Côtes-du-Nord en s'adressant aux maires de leurs communes. Une immigration des travailleurs bretons s'engage mais ces derniers n'hésitent pas à se déplacer à nouveau au gré de meilleures opportunités économiques, souvent à Paris. Les difficultés d'intégration et de conditions de travail ne les incitent pas à rester. Très peu s'implantent durablement à Trélazé avant 1880,. À partir de 1880, la Commission des Ardoisières d'Angers cible plus particulièrement les carriers du Finistère. En effet dès 1850 le filon ardoisier breton autour de Châteaulin s'épuise. L'activité cesse et l'exploitation se déplace plus à l'est, dans les localités longeant le canal de Nantes à Brest : vers Motreff et Carhaix, jusqu'à Mûr-de-Bretagne dans les Côtes-du-Nord, et dans le Morbihan à la carrière de Lannuon à Gourin,.  Mais les filons y sont trop modestes pour donner suffisamment de travail. La Commission trouve parmi ces Finistériens attachés à leur savoir faire un moyen de favoriser l'implantation durable d'une main d’œuvre déjà qualifiée à Trélazé. Entre 1885 et 1890, les Bretons représentent 48 % des ouvriers (dont 22,4 % de Finistériens) contre 37,7 % d'Angevins.

## Une implantation volatile
20 à 25 % des 6 000 habitants de Trélazé en 1890 sont bretons, on parle de « colonie bretonne » et leur quartier est rebaptisé « Petite Bretagne ». Ils demeurent cantonnés aux travaux les plus difficiles et les moins rémunérateurs mais gagnent toujours plus qu'en Bretagne,. Le souci de pérenniser les installations est permanent car les bretons demeurent très mobiles. Les ardoisières incitent à la migration de groupes familiaux pour favoriser l'entraide et promettent l'embauche des enfants à partir de 10 ans, la couverture des frais scolaires ainsi qu'un logement convenable « entre voisins » ou du « pays ». On fait venir un médecin bretonnant, l'aumônier est breton et officie dans sa langue natale. Pour autant, lorsque les ardoisières rencontrent des difficultés économiques, les Bretons de Trélazé migrent à nouveau : 400 Bretons partent pour l'Argentine entre 1888 et 1889, d'anciens marins de Concarneau préfèrent regagner leur port de pêche en raison des conditions de travail d'à-bas trop difficiles.
Lorsque de nouvelles crises économiques frappent la Bretagne, La Commission des ardoisières répond au souhait même des autorités bretonnes de mettre les moyens en œuvre pour embaucher leurs habitants sinistrés. Au plus fort de la crise sardinière, en 1911, le voyage des chômeurs bretons est pris en charge par les ardoisières. Mais les promesses salariales n'étant pas toujours tenues, des Lorientais à peine arrivés se font rapatrier. En 1915 la pénurie de main d’œuvre en hommes (partis au front) poussent la Commission à proposer du travail aux enfants des veuves de guerre bretonnes qui s'y refusent la plupart du temps. Une poignée d'adolescents du métier sont néanmoins ramenés à Trélazé. Une dernière vague migratoire intervient dans les années 1920 pour faire le plein des effectifs bien que depuis 1913 les ardoisières complètent leur main d’œuvre par des étrangers notamment espagnols.

## L'empreinte bretonne à Trélazé
Outre les racines bretonnes des familles trélazéennes,, la ville compte toujours son quartier de la Petite-Bretagne, un bagad, et deux sociétés de boule de fort aux noms évocateurs « La Bretonne » et « l'Armoricaine ».